# Stanisław Majewski (1915–1985)

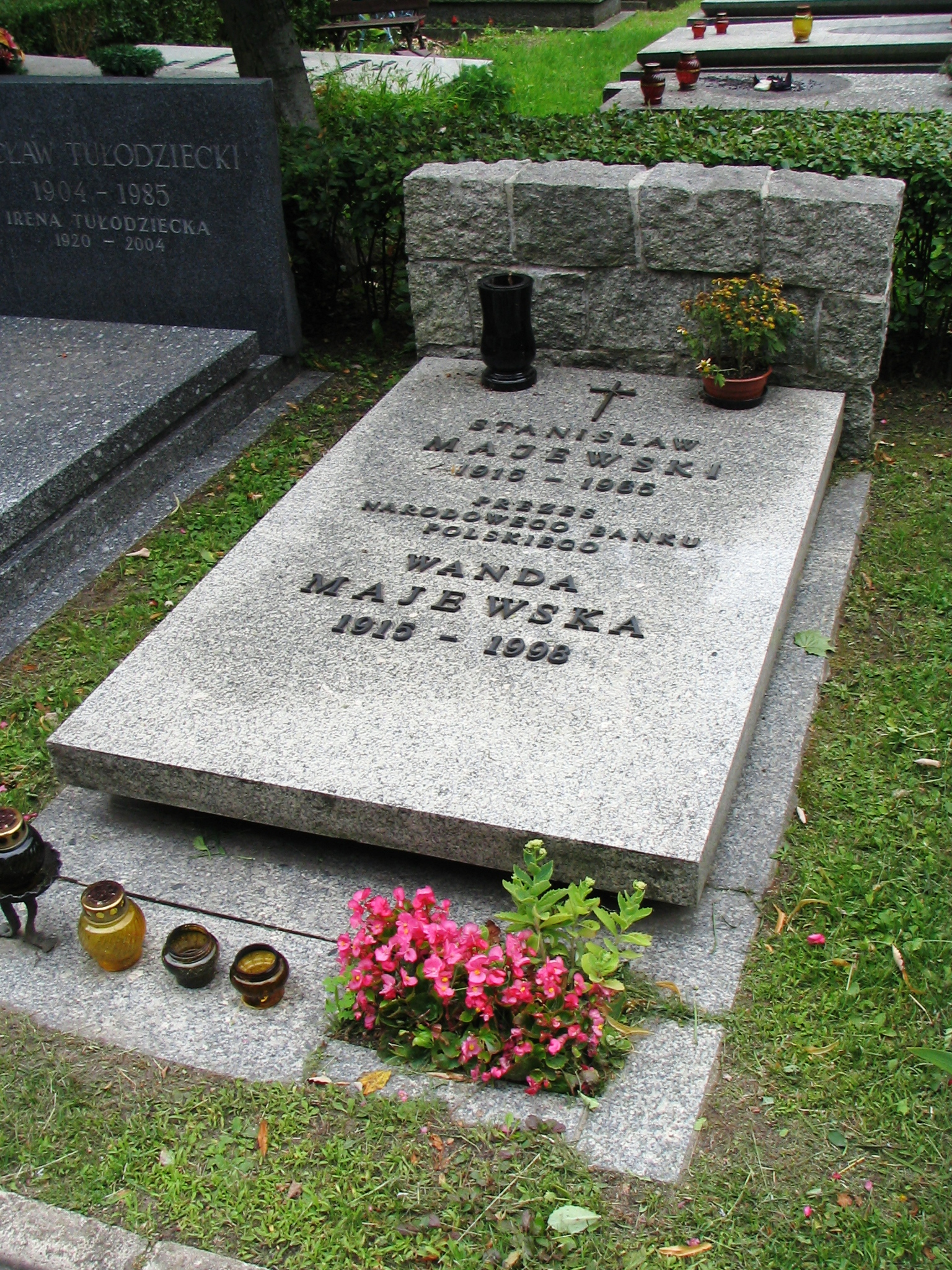
Grób Stanisława Majewskiego i jego żony Wandy na Cmentarzu Wojskowym na Powązkach w Warszawie, 23 lipca 2008

Stanisław Wacław Majewski (ur. 11 kwietnia 1915 w Czelabińsku, zm. 29 lipca 1985) – polski prawnik, bankowiec i polityk. Prezes Narodowego Banku Polskiego (1965–1968, 1981–1985), minister finansów (1968–1969), przewodniczący Komisji Planowania przy Radzie Ministrów (1970–1971) oraz wiceprezes Rady Ministrów (1969–1971).

## Życiorys
Syn Józefa i Zofii. Z wykształcenia prawnik, w 1937 ukończył studia na Uniwersytecie Jagiellońskim. Od 1934 do 1937 był pomocnikiem biurowym w Państwowym Zarządzie Dróg Wodnych w Krakowie, następnie do 1941 urzędnik w Banku Handlowym w Krakowie, a następnie do 1944 w Banku Handlowym w Warszawie. Od 1945 do 1947 referent i kierownik działu w Banku Spółdzielczym „Społem” w Łodzi, a do 1949 kierownik działu w Banku Gospodarstwa Spółdzielczego w Warszawie. W latach 1949–1950 wicedyrektor Banku Rzemiosła i Handlu w Warszawie, następnie do 1951 naczelnik wydziału w Mininistestwie Finansów do 1965 dyrektor departamentów resortu.
W 1946 wstąpił do Polskiej Partii Socjalistycznej, a następnie do Polskiej Zjednoczonej Partii Robotniczej. W latach 1965–1968 prezes Narodowego Banku Polskiego i ponownie od 1980 do 1985, w latach 1976–1980 wiceprezes. W okresie 1965–1968 i w 1981 podsekretarz stanu w Ministerstwie Finansów, a w latach 1968–1969 minister. W okresie 1969–1971 wiceprezes Rady Ministrów, a w 1970–1971 przewodniczący Komisji Planowania przy Radzie Ministrów. Od 1971 do 1976 był zastępcą stałego przedstawiciela Polski w Radzie Wzajemnej Pomocy Gospodarczej w Moskwie. Został pochowany na cmentarzu Wojskowym na Powązkach (kwatera A31-tuje-5).

## Odznaczenia
Posiadał m.in. następujące odznaczenia państwowe:
- Krzyż Komandorski z Gwiazdą Orderu Odrodzenia Polski
- Order Sztandaru Pracy I klasy (1969)[3]
- Order Sztandaru Pracy II klasy[4]
- Złoty Krzyż Zasługi (1954)[5].